# Rosa-Luxemburg-Platz

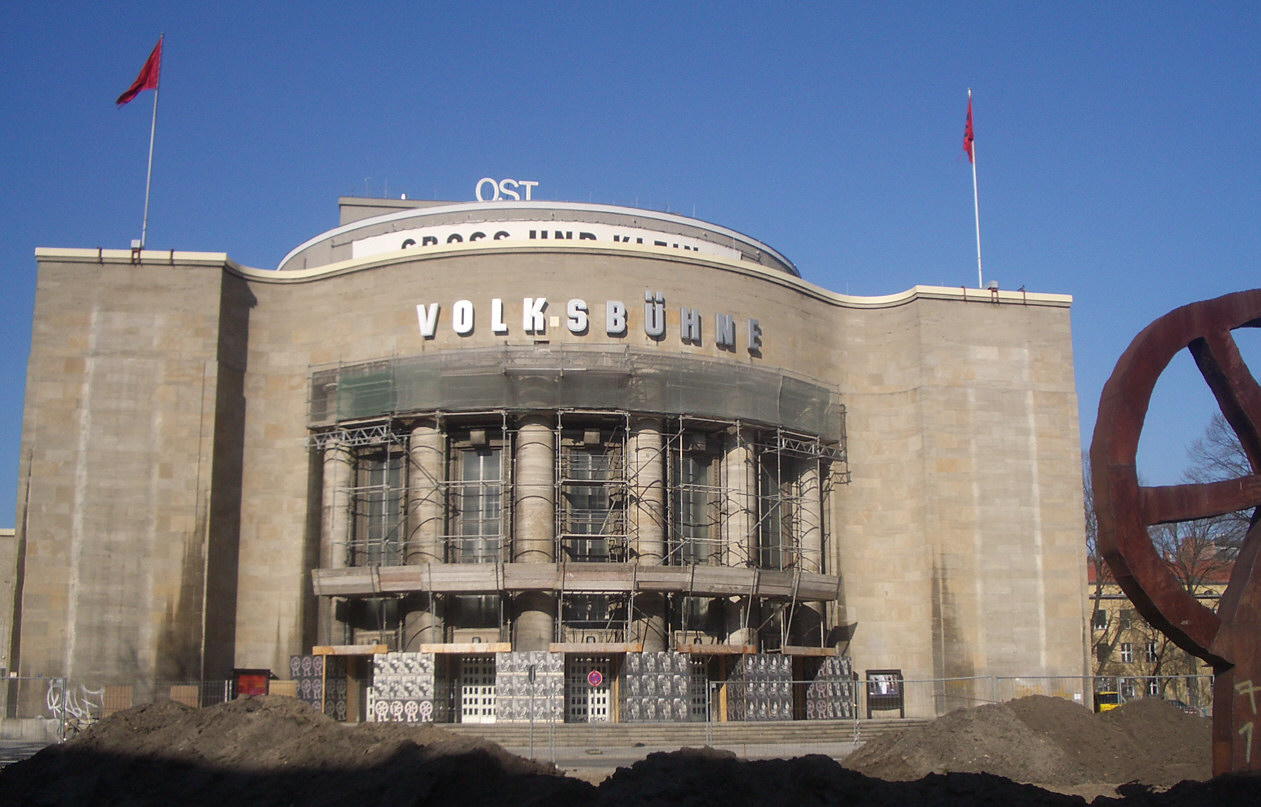
Volksbühne, construção de 1914. Arquiteto: Oskar Kaufmann (reconstruído em 1954 após bombardeamento na II Guerra Mundial.)

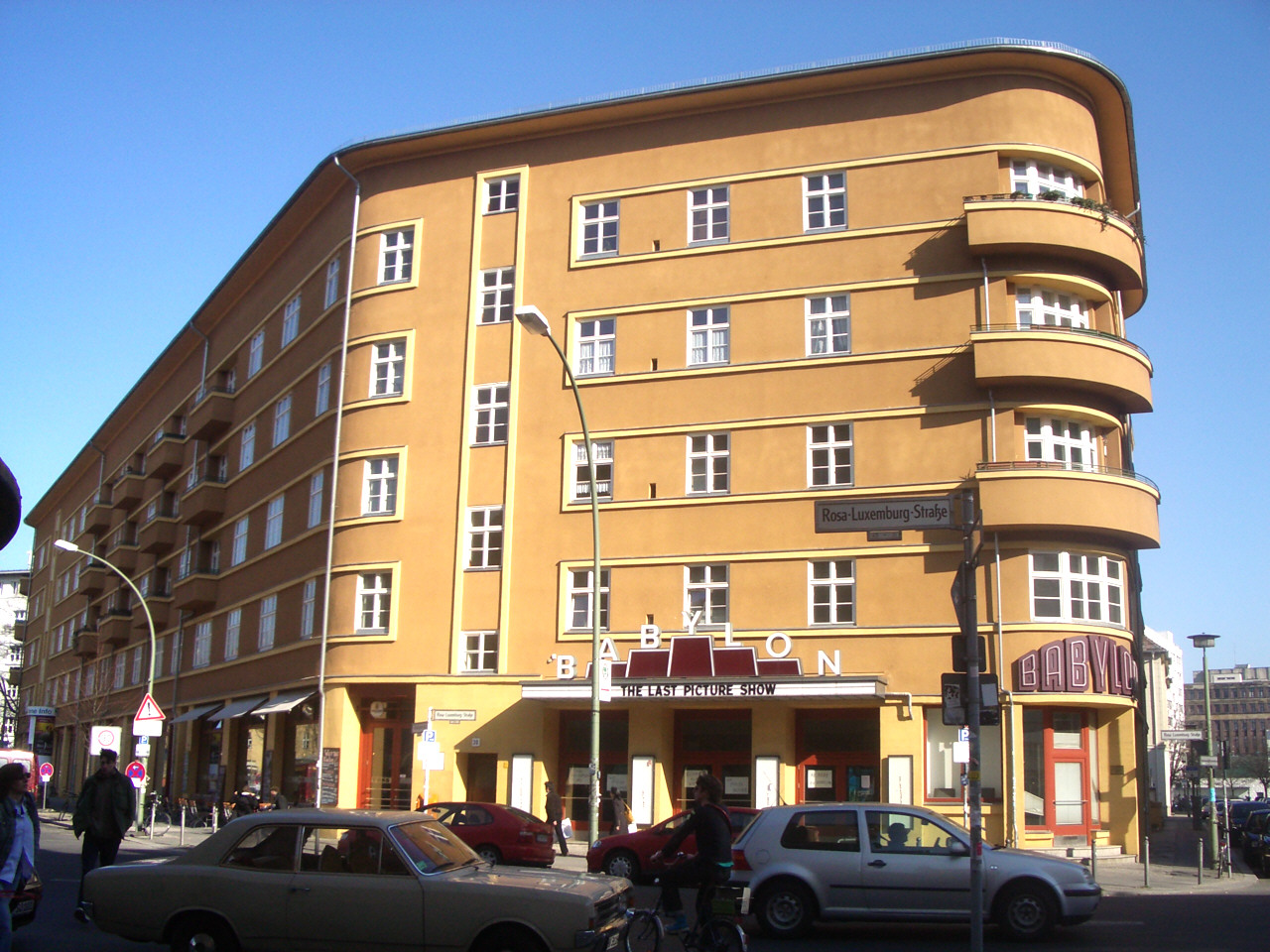
Cinema Babylon. Arquiteto: Hans Poelzig

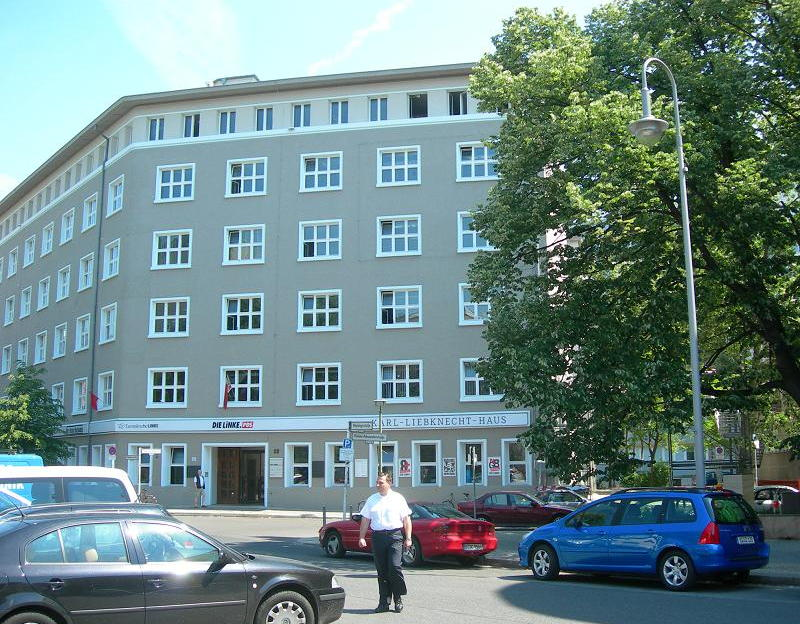
Karl-Liebknecht-Haus, sede do partido A Esquerda, foto de 2007

Rosa-Luxemburg-Platz é uma praça no distrito de Mitte, Berlim, Alemanha.
A praça é dominada pelo Volksbühne e pela Karl-Liebknecht-Haus, sede do partido A Esquerda. O antecessor do partido, o Partido Comunista da Alemanha (KPD), abriu a sua sede nesta praça em 1926.
A praça era antes conhecida como Babelsberger Platz (1907-1910) e Bülowplatz (1910-1933), e foi o local de uma das últimas demonstrações em Berlim contra o Partido Nazi em 25 de janeiro de 1933, apenas cinco dias antes de Adolf Hitler ter sido nomeado Chanceler da Alemanha. Ainda nesse ano, com a ascensão do  Terceiro Reich, a praça passou a designar-se Horst-Wessel-Platz (1933-1945) em homenagem ao mártir nazi Horst Wessel. Na sequência da queda de Berlim e da ocupação soviética de Berlim, a praça, então parte de Berlim Oriental, foi designada Liebknechtplatz (1945-1947) em memória do comunista alemão Karl Liebknecht. Passou a ser Luxemburgplatz (1947-1969) em homenagem a Rosa Luxemburgo, até ao atual Rosa-Luxemburg-Platz, dado pelo regime da Alemanha Oriental em 1969.

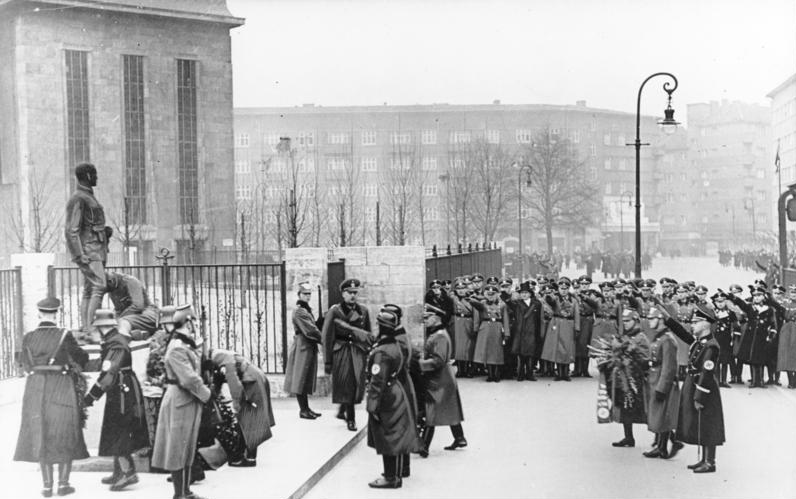
Polícias alemães depositam uma coroa de flores em memória dos capitães Anlauf e Lenck no dia da Polícia Alemã, 16 de janeiro de 1937. Em 1951, Erich Mielke, um dos seus assassinos, ordenou a demolição do monumento.

A praça foi o local dos assassinatos de Paul Anlauf e Franz Lenck, capitães da polícia vítimas de duplo homicídio em 1931 por membros do KPD. Um monumento criado por Hans Dammann, que comemorava Anlauf e Lenck, foi erguido na praça em 1934; restos do monumento foram destruídos pelo regime da RDA em 1950.